# Чемпионат Азербайджана по борьбе 2023
Чемпионат Азербайджана по борьбе 2023 года проходил в Баку с 19 по 21 декабря. Соревнования среди мужчин проходили по вольной и греко-римской борьбе. Всего разыгрывалось 20 комплектов медалей.

## Медалисты

### Вольная борьба
| Категория | Золото                                                 | Серебро                                      | Бронза                                                                      |
| --------- | ------------------------------------------------------ | -------------------------------------------- | --------------------------------------------------------------------------- |
| до 57 кг  | Ислам Базарганов Федерация борьбы Азербайджана         | Эльман Агаев «Тахсил»                        | Махир Амирасланов «Зенит» Махир Мамедзаде Ленкоранский район                |
| до 61 кг  | Нураддин Новрузов Гянджа                               | Руслан Абдуллаев ДЮСШ-5                      | Джейхун Аллахвердиев «Нефтчи» Джамал Аббасов Гянджа, «Нефтчи»               |
| до 65 кг  | Али Рагимзаде «Нефтчи»                                 | Зираддин Байрамов «Нефтчи»                   | Мурад Хагвердиев Гянджа Муса Агаев «Зенит»                                  |
| до 70 кг  | Кянан Хейбатов «Нефтчи»                                | Мурад Евлоев Федерация борьбы Азербайджана   | Магомед-Башир Ханиев Федерация борьбы Азербайджана Сабир Джафаров «Нефтчи»  |
| до 74 кг  | Джабраил Гаджиев Федерация борьбы Азербайджана         | Аганазар Новрузов МВД                        | Ахмед Ахмедли «Зенит» Абульфаз Насиров Ширван, «Нефтчи»                     |
| до 79 кг  | Орхан Аббасов «Нефтчи»                                 | Али Цокаев Федерация борьбы Азербайджана     | Рамиз Гасанов Гянджа Ашраф Аширов ЦСК                                       |
| до 86 кг  | Магомед-Тагир Ханиев Федерация борьбы Азербайджана     | Арсений Джиоев Федерация борьбы Азербайджана | Али Нуров Федерация борьбы Азербайджана Садиг Мустафазаде Имишлинский район |
| до 92 кг  | Шамиль Зубаиров Федерация борьбы Азербайджана          | Анар Джафарли «Нефтчи»                       | Ибрагим Юсубов «Зенит» Абдулджалил Шабанов Апшеронский район, «Нефтчи»      |
| до 97 кг  | Гаджимурад Магомедсаидов Федерация борьбы Азербайджана | Ряван Мусаев «Олимпспорт»                    | Зафар Алиев Масаллинский район Аслан Абакаров Федерация борьбы Азербайджана |
| до 125 кг | Вахит Галаев Федерация борьбы Азербайджана             | Юсиф Дурсунов «Нефтчи»                       | Айдын Ахмедов Апшеронский район, «Нефтчи» Айхан Марданов Шамкирский район   |

### Греко-римская борьба
| Категория | Золото                                       | Серебро                                     | Бронза                                                                 |
| --------- | -------------------------------------------- | ------------------------------------------- | ---------------------------------------------------------------------- |
| до 55 кг  | Рашад Мамедов Шамкирский район, «Нефтчи»     | Турал Мехтиев «Нефтчи»                      | Эльмир Алиев «Нефтчи» Гусейн Гарибов «Пахлеван»                        |
| до 60 кг  | Нихад Гулузаде «Нефтчи»                      | Зияд Зейналов «Нефтчи»                      | Сакит Гулиев «Нефтчи» Илькин Гурбанов ЦСК                              |
| до 63 кг  | Зия Бабашов Джалильабадский район, «Нефтчи»  | Нихат Мамедли «Нефтчи»                      | Шамиль Султаналиев «Мэхсул» Фарид Бахышлы «Спартак»                    |
| до 67 кг  | Сеймур Гасымов Гусарский район               | Фараим Мустафазаде «Нефтчи»                 | Эльгюн Гусейнов «Джанги» Фарид Халилов Сумгаит, «Нефтчи»               |
| до 72 кг  | Руслан Нуруллаев Джалильабадский район       | Урфан Гасанлы «Нефтчи»                      | Намаз Рустамов «Джанги» Ряван Нуриев «Тахсил», «Спартак»               |
| до 77 кг  | Хасай Гасанлы «Нефтчи»                       | Давуд Мамедов «Нефтчи»                      | Азад Алиев «Нефтчи», ЦСК Алим Балашлы Говсан                           |
| до 82 кг  | Тунджай Везирзаде ДЮСШ-9                     | Исмаил Рзаев «Нефтчи»                       | Гурбан Гурбанов ЦСК, «Нефтчи» Эльвин Османлы Мингечевир                |
| до 87 кг  | Ислам Аббасов Губадлинский район, «Нефтчи»   | Лачын Велиев МВД                            | Руфат Гусейнов МВД Мухаммед Ахмадиев Балакенский район, «Серхедчи»     |
| до 97 кг  | Мурад Ахмадиев Балакенский район, «Серхедчи» | Мурат Локьяев Федерация борьбы Азербайджана | Замир Магомедов Федерация борьбы Азербайджана Ариф Нифтуллаев «Нефтчи» |
| до 130 кг | Бека Канделаки Федерация борьбы Азербайджана | Сабах Шариати «Нефтчи»                      | Сархан Мамедов «Нефтчи» Мазаим Марданов Шамкирский район               |